# Sandra Cinto
Sandra Cinto (Santo André, 1968) é uma escultora, desenhista, pintora, gravadora e professora brasileira.

## Biografia
Sandra Regina Cinto é uma artista plástica brasileira, nascida em 1968 em Santo André, São Paulo. Reconhecida por suas obras que mesclam desenhos intrincados e instalações de grande escala, Cinto se destacou no cenário artístico nacional e internacional com sua abordagem poética e detalhada das paisagens naturais e elementos arquitetônicos.
Sandra Cinto nasceu e cresceu em Santo André, uma cidade industrial no estado de São Paulo. Desde jovem, demonstrou interesse pelas artes, sendo incentivada por sua família a seguir seus sonhos artísticos. Em 1990 estudou Educação Artística na Faculdades Integradas Teresa d'Ávila (Fatea), onde desenvolveu suas habilidades em desenho e pintura, além de explorar outras formas de expressão artística, como a instalação. No ano seguinte a artista expõe no Laboratório de Estudos e Criação da Pinacoteca no Estado de São Paulo (Pina). Em 1992, realizou suas duas primeiras exposições individuais, no Centro Cultural São Paulo (CCSP), em São Paulo, e na Galeria Espaço Alternativo, no Rio de Janeiro.

## Carreira Artística
Para os críticos Raphaela Platow e Adriano Pedrosa (1965), o desenho é a linguagem primordial de Sandra Cinto, que também explora a pintura, a escultura e a instalação. Inicialmente usado como esboço em suas primeiras criações, como em "Retábulo" (1995), onde ela pintava nuvens em superfícies de madeira, o desenho se torna, em obras subsequentes, uma forma definitiva. Como ilustradora, realizou seu primeiro trabalho em 1996, para a Folha de S.Paulo.
Em 1997, recebe o Prêmio Aquisição no Salão de Arte Contemporânea Victor Meirelles e participa da Feira Internacional de Arte Contemporânea em Madri. A partir de 1998, leciona desenho de expressão na Faculdade de Artes Plásticas da Fundação Armando Álvares Penteado (Faap) e, junto com o artista Albano Afonso (1964), coordena o grupo de estudos do Ateliê Fidalga, em São Paulo.
Como artista residente, passou seis meses no Cité des Arts, em Paris, no ano 2000. Cinco anos depois, é agraciada com o prêmio de residência da Civitella Foundation, em Umbertide, Itália. Desde 1990, participa de diversas exposições coletivas e individuais, como "Mam na Oca" (2006), "Construção" (2006) e "A Imitação da Água" (2010).  
As dimensões das paisagens nas obras de Sandra variam. Nuvens pintadas em suportes de pequeno e médio porte são substituídas por vastos céus noturnos e mares turbulentos, feitos com caneta esferográfica nas paredes de museus e galerias, como na obra "Encontro das Águas" (2013). Seus desenhos são detalhados e demandam o uso de diferentes canetas, além de um longo período de produção.
As obras também possuem uma função arquitetônica: os desenhos convidam o público a mergulhar na paisagem, evocando o sublime e imagens da natureza que causam sensações de vertigem e medo. Os murais contrastam com o ambiente, criando paisagens oníricas em meio ao espaço urbano. A crítica Angélica de Moraes (1949), que compara a obra de Sandra às criações do pintor Guignard (1896-1962), vê em seus trabalhos a evocação de um “universo do sonho e da utopia”. 
Além dos desenhos, Sandra expõe fotografias, cavalos de madeira, camas e outros itens. Esses objetos formam um ambiente imaginativo e servem como suportes para os desenhos, que atuam como um “tecido conectivo entre os elementos”. Seu traço, delicado e simples, revela a influência do desenho japonês. Em 2011, ela confirma essa influência nipônica em um projeto para o Sesc Santo André, chamado "Céu e mar para presente (Japonismo)", onde aplica azulejos serigrafados nas paredes ao redor de uma piscina. Para além das questões visuais, a filosofia se faz presente, por meio do zen, do vazio e da necessidade de valorizar o tempo.
Livros são elementos constantes nas obras de Sandra Cinto, embora, na maioria das vezes, aparecem fechados e como parte das instalações. Um exemplo é a obra "En Silencio II" (2014), onde um escritório evoca o vazio do espaço criativo enfrentado pelo trabalhador. Empilhados sobre uma mesa, os livros sustentam um violoncelo, cercado por partituras inacabadas. No mesmo ano, a artista cria "Partitura", uma instalação que exibe pela primeira vez livros abertos.
Assim como em "En Silencio II", a ausência da figura humana é uma característica marcante na produção da artista. Segundo ela, a presença humana é contemplada pela presença dos espectadores e sua interação com o espaço expositivo, em convergência com a obra.
Em 2017, Sandra criou a instalação imersiva "Biblioteca do Amor" [Library of Love], no Contemporary Arts Center (CAC) em Cincinnati, Estados Unidos. O projeto coletivo apresenta cerca de 200 livros-objetos, frutos da reflexão de artistas, tanto consagrados quanto iniciantes, sobre o amor em suas diversas manifestações, incluindo sua ausência. O projeto é realizado em uma sala de leitura, onde biblioteca e instalação artística se fundem na chamada Sala de Contemplação.
O espaço na área de convivência do CAC é criado com o objetivo de ampliar a reflexão, configurando-se como uma ação coletiva de observação das relações humanas propostas pelos livros dos artistas, em um ambiente de trânsito constante.
Em 2002 criou o troféu para o Prêmio Multicultural Estadão, em São Paulo.

## Exposições Individuais
2022
- São Paulo, SP - Sandra Cinto: Noites de esperança na cidade maçarico, Casa Triângulo. [10]

2020
- Tokyo, Japão - Sandra Cinto: Cosmic Garden, Ginza Maison Hermès [11]

- São Paulo, Sp - Sandra Cinto: Das ideias na cabeça aos olhos do céu, Itaú Cultural. [12]

2019
- São Paulo, SP - Sandra Cinto: Noturno, Casa Triângulo. [13]

2016
- São Paulo, SP - Sandra Cinto: Pausa, Casa Triângulo. [14]

2013
- São Paulo, SP - Sandra Cinto: Pausa, Casa Triângulo. [14]

2010
- São Paulo, Sp - Sandra Cinto: Imitação da Água, no Instituto Tomie Ohtake. [15]

2005
- São Paulo SP - O Retrato como Imagem do Mundo, no MAM/SP. [7]

2003
- São Paulo SP - Individual, no MAM/SP.  [7]
- Belo Horizonte MG - Individual, no MAP. [7]

2001
- São Paulo SP - Individual, no CCSP.[7]
- São Paulo SP - Individual, na Casa Triângulo. [7]
- Nova York (Estados Unidos) - Individual, na Tanya Bonakdar Gallery.[7]

1999
- Nova York (Estados Unidos) - Individual, na Bonakdar Jancou Gallery.[7]

1998
- São Paulo SP - Individual, na Casa Triângulo. [16]

1997
- São Paulo SP - Individual, na Capela do Morumbi. [7]

1994
- São Paulo SP - Individual, na Casa Triângulo.[7]

1993
- São Paulo SP - Individual, na Casa Triângulo. [7]

1992
- São Paulo SP - Individual, no CCSP. [7]
- São Paulo SP - Individual, Programa Anual de Exposições do Centro Cultural São Paulo, na Fundação Bienal.[7]
- Rio de Janeiro RJ - Individual, na Funarte. Galeria Macunaíma. [17]

## Exposições Coletivas
2022
- Madrid, Espanha - Albano Afonso e Sandra Cinto, Galeria Afonso Padrilla. [18]

2020
- São Paulo, SP - Ascânio MMM, Dário Escobar, Lucas Simões,Nino Cais,  Rodolpho Parigi, Sandra Cinto e Valdirlei Dias Nunes, Casa Triângulo.[19]

2004
- Rio de Janeiro RJ - Novas Aquisições 2003: Coleção Gilberto Chateubriand , no MAM/RJ.[3]

- São Paulo SP - A Foto Dissolvida, no Sesc Pompéia.[3]

- São Paulo SP - Arte Contemporânea no Acervo Municipal, no CCSP.[3]

- São Paulo SP - Novas Aquisições: 1995 - 2003, no MAB/Faap. [3]

- São Paulo SP - Fotografia e Escultura no Acervo do MAM - 1995 a 2004, no MAM/SP.[3]

2003
- Iowa City (Estados Unidos) - Layers of Brazilian Art, na Faulconer Gallery.[6]

- São Paulo SP - A Subversão dos Meios, no Itaú Cultural.[3]

- São Paulo SP - Casa Triângulo, na Casa Triângulo.  [3]

- São Paulo SP - Metacorpos, no Paço das Artes.[3]-

- São Paulo SP - Meus Amigos, no MAM/SP.[3]

- São Paulo SP - Ordenação e Vertigem, no CCBB.[3]

1995
- São Bernardo do Campo SP - Salão de Arte Contemporânea de São Bernardo do Campo, no Espaço Henfil, prêmio aquisição.[8] São Paulo SP - Amanhã, Hoje, no Salão Cultural da Faap.[6]

1994
- Santo André SP - Salão de Arte Contemporânea de Santo André - prêmio aquisição. [3]

- São Paulo SP - Acervo 94, na Galeria Casa Triângulo. [4]
- São Paulo SP - Imagem Não Virtual, na Galeria Casa Triângulo.[5]

1993
- Santo André SP - Razão e Mistério, no Paço Municipal de Santo André. [6]

- São Paulo SP - 2 x 365 = 4, na Fundação Mokiti Okada. [4]

- São Paulo SP - Coletiva de Pintura, no Espaço Namour.[3]

- São Paulo SP - Cristina Agostinho & Sandra Cinto, na Galeria Casa Triângulo.

1992
- Piracicaba SP - 24º Salão de Arte Contemporânea: Instalações, no Engenho Central.[1]

- Rio de Janeiro RJ - Projeto Macunaíma, na Funarte. Centro de Artes.[1]

- São Paulo SP - Programa Anual de Exposições de Artes Plásticas, no CCSP. [1]

1991
- Belo Horizonte MG - 23º Salão Nacional de Arte Contemporânea, no MAP.[20]

- Campinas SP - Coletiva, no MACC.[20]

- São Paulo SP - 23º Salão Nacional de Arte com Papel, no MAM/SP.[21]

1989
- São Paulo SP - Coletiva, no MAM/SP - 1º Prêmio Canson de Arte com Papel. [7]

1988
- São Paulo SP - 4º Salão Universitário de Artes Plásticas, na Faculdade Santa Marcelina - menção honrosa. [7]